# Mudford
Mudford is een civil parish in het bestuurlijke gebied South Somerset, in het Engelse graafschap Somerset met 696 inwoners.